# Епитафи Ковачевићима на гробљу Врањача у Ртарима
Епитафи Ковачевићима на гробљу Врањача у Ртарима представљају значајна епиграфска и фамилијарна сведочанства преписана са старих надгробних споменика у доњодрагачевском селу Ртари, Oпштина Лучани.
Према запису Јована Ердељановића, преци ртарских Ковачевића дошли су пре Првог српског устанка и населили до друма према Дучаловићким Ковачевићима. Не зна се да ли су истог рода, премда обе фамилије славе Никољдан. Према породичном предању, Ковачевићи су дошли из Вранеша код Ариља у време Кочине крајине, а ту су се настанили с простора Црне Горе.
Презиме су добили према ковачком занату којим су се успешно бавили. На споменику Симу Ковачу (†1853) стоји да је био „син Стевана ковача Танасковића” и „бивши маистор главни над много ковача од сваки гвоздени ствари”. Најстарији познати преци ртарских Ковачевића били су Стеван, Петар, Марко, Милосав и Јован, али се не зна у каквом су били сродству.
Родословна стабла Стевана и Милосава завршавају се са трећом, односно другом генерацијом. На баштини Стевановој живе Димитријевићи и део Радичевића.
Данашњи Ковачевићи потомци су Марка, Јована и Петра. Марко (†1853) је са супругом Обренијом имао сина Василија (Марковића). Василију је супруга била Полексија, по којој се њихови потомци називају „Полексићи”.
Јован (†1852) је са супругом Стаником имао синове Вукашина и Аксентија. Вукашин је са Евдокијом имао синове Милосава, Миљка и Милију, а Аксентије са Станом синове Јовка, Вељка и Вујицу, одакле се грана овај део родословног стабла.
Петар (†1863) је са Јованом имао сина Икодина, кога су 1906. убили разбојници. Икодин је са Јелком имао синове Драгојла и Љуба, носиоца Карађорђеве звезде.
Потомци ртарских Ковачевића масовно су се исељавали после 1945. године. Данас живе у Ртарима, Чачку, Београду, Алексинцу, Ужицу, Гучи, Јездини, Негришорима и Сарајеву. Славе Никољдан.
Споменик Петру Ковачевићу (†1844)
ПЕТАР Ковачевић из Ртара
Написао свом деди Драгојле
1844 лето
Споменик Марку Ковачевићу (†1845)
Овде почива раба Божи
МАРКО Ковачевић из села Ртара
поживи 70: год:
умре 20 јулиа 1845 год:
Оваи биљег ударио му Василије син его
Споменик Обренији Ковачевић (†1851)
Овде почива раба Божиа
ОБРЕНИЈА
супруга поч: Марка Ковачевића.
Поживи 50. год.
Умре 1 јануара 1851: г:
Споменик Пауни Ковачевић (†1851)
Овде почива раба Божиа
ПАУНА
кћи П: Стевана ковача
часно удевовано поживи 20. г:
умре 6 априла 1851. г:
писа Спасениа стариа сестра
Споменик Антонију Ковачевићу (†1852)
Овде почива раба божие
АНТОНИЕ
син поч. Ковача
Стевана Танасковића из Ртара
поживи 30 год:
А умре у 1852
Споменик Јовани Ковачевић (†18??)
Овде поч. раба Божија
ЈОВАНА Ковачевић
супруга Петра Ковачевића из Ртара...(текст даље оштећен)
Споменик Симу Ковачевићу (†1853)
Овде почива раба Божји
СИМО Ковач
син поч. Стефана ковача Танасковића
житељ ртарски
Бивши Маистор главни Над много Ковача
од сваки гвоздени ствари
поживи 35. года.
и умре 18 ноемра 1853. год.
Споменушега супруга Јована
и подруг Иван Димитријевић Ковач
Споменик Василију Марковићу-Ковачевићу (†1855)
Овде почива Раба Божиј
ВАСИЛИЈЕ Марковић
из Фамилије Ковачевић из Села Ртара
поживи 40 год
А прест. 13 јуниа 1855 године
Бог да му душу прости
Оваи биљег ударише му синови
Игњат и Петар за вечни спомен
И подписао га Радосав Чикириз из села Ртиу
Споменик Новици Ковачевићу (†1876)
НОВИЦА
син Аксентија Ковачевића
пожив. 8 г.
умро 6 јануара 1876 г.
Споменик Кристини Ковачевић (†1882)
Овде почива
КРИСТИНА
кћи Вукашина Ковачевића
поживи 17. г:
умре 13 децембра 1882: г.
Спомен подиже јој млађи брат Милија
Споменик Вукашину Ковачевићу (†1885)
Овде почива раб. Божи
ВУКАШИН Ковачевић из Ртара
поживи 52 г
умре 30 јунија 1885 г
Спомен подиже му синови Милија Миљко
и сна Николија
Споменик Радисаву Ковачевићу (†1889)
ИС ХР НИ КА
Брате мили не пожали труда
свога што ћеш мало овде застанути
и читати спомен овог гроба
раба Божи
РАДИСАВ Ковачевић из Ртара
поживи 65. г:
умре 30 децембра 1889: г.
Бог да му душу прости
Оваи спомен подиже му његов син Милован
и супруга Љубица
Споменик Ристи Ковачевић (†1892)
Овде почива Раба божиа
РИСТА
супруга Вуице Ковачевића из Ртара
А ћерка Сима Тиосављевића из Риђага
поживи 22. г:
А умре: 26 фебруара 1892. г.
И остави малолетну ћерку Ивану
Споменик сестрама Миленији (†1892) и Аници (†1892) Ковачевић
Овде почивају две сестре
МИЛЕНИА и АНИЦА
кћери Сима ковача
стар. Милениа поживи 7 год:
а Аница 5 го:
а умреше 20 Дек: 1892. г.
Споменик Смеуну Ковачевићу (†1893)
ИС ХР НИ КА
Приђите и прочитајте тужни споменик
и видите кога овде црна земља скрива
у 24 г. млађаног живота
на жалост свога остатка
супруге Милеве и малолетне деце
СИМЕУН Ковачевић из Ртара
престави се у вечност 15. маја 1893 г.
Овај споменик подигоше супруга Милева
и ћеркице Ленка и Зорка
Споменик Драгомиру Ковачевићу (†1896)
Младенац ДРАГОМИР
син Никодина и Виде Ковачевић из Ртара
Поживи 2 г
Умро 1896
Споменик Петра Ковачевића (†1844)
Овде почива раб. Божи
МИЛОСАВ Ковачевић из Ртара
поживи 33 г
Умре 17 септембра 1896 г
Спомен подигоше му жена Николија
и син Сретен и Воислав
Споменик Аксентију Ковачевићу (†1896)
ИС ХР НИ КА
Овде почивају земни остатци раб Божијег
АКСЕНТИЈА Ковачевића овог села Ртара
који у свом трудољубивом домазлуку
часно поживи 56. г.
А престави се у вечност 4 децембра 1896. г.
Спомен му подигоше супруга Стана
и синови Вуица Вељко Јовко и Панто
Споменик Ленки Ковачевић (†1896)
Овде почива младенац
ЛЕНКА
ћерка Милеве и пок. Симеуна Ковачевића из Ртара
Умрела 5 година 15. јануара 1896. год.
Спомен јој подиже њен очух Филиман Радичевић
Споменик Зорки Ковачевић (†1897)
Овде почива младенац
ЗОРКА
ћерка Симеуна и Милеве Ковачевић
умре од 4 г. 1897. г.
Написа В. Радичевић
Споменик Ружици Ковачевић (†18??)
РУЖИЦА
кћи Аксентија Ковачевића
Поживи ... (текст даље оштећен)
Споменик Милеви Ковачевић (†1899)
Овде почива раба божија
МИЛЕВА
друга жена Вуице Ковачевића
а кћерка Танасија Лазовића из Лиса
поживи 27 г
а умре 1899 г.
Оваи Спомен подиже јој муж Вуица
и девер Вељко Јовко и Панто
Споменик Стани Ковачевић (†1900)
Овде почива раба божија
СТАНА
супруга Аксентија Ковачевића
поживи 55 г
Умре 7 октобра 1900 г.
Спомен подигоше јој синови
Вуица Вељко Јовко и Панто
Споменик Панту Ковачевићу (†19??)
Приђите брате ми овде
прочитајте тужно слово
и видите ђе ми младост вене
Врлине ми црна земља крије
Сем спомена све је моја срећа
те на гробу што имадем цвећа
ко погледа нек се мене сећа
ПАНТО Ковачевић из Ртара ... (текст даље оштећен)
Споменик Љубици (†1905) и Јованки (†1890) Ковачевић
О мила браћо и сестре
приђите и непожалите труда свога
што ће те мало застанути
и прочитати овај спомен
Овде почива ЉУБИЦА
супруга пок. Радисава Ковачевића из Ртара
која поживи 70 год.
А умре 6 априла 1905. г.
Бог да јој душу прости.
Овде почива ЈОВАНКА
сестра Милована Ковачевића из Ртара
поживи 5 год.
Умрла 10 августа 1890 г
Бог да јој душу прости
Овај спомен подиже јој њен син
Милован Ковачевић из Ртара
Споменик Ђурђији Ковачевић (†1906)
Овде почива раб. Божија
ЂУРЂИЈА
супруга Милије Ковачевића
кћи Арсенија Бабића из Видове
Поживи 32 го.
Умре 5 фебруара 1906 годи.
Спомен сподиже муж Милија
Споменик Икодину Ковачевићу (†1906)
Са источне стране спомена лежи тело пок.
ИКОДИНА Ковачевића из Ртара
кои поживи 55 г
а погибе 26 априла 1906 г у Паковраћу
идући из свог винограда својој кући
од зликоваца које земаљска власт не похвата
стим нека им Бог суди
Икодин је бијо у грађанству часан и поштен
у рату с Турцима 1876-7 г.
учестовао је и као храбар одликоват је
Спомен подигоше му синови Драгојле и Љубо
и унуци Милан и Милош Ковачевић
Споменик Миловану Ковачевићу (†19??)
О мила браћо приђите и прочитајте
овај надгробни спомен
и реците Бог да прости
душу нашем брату
и честитом Србину ра. бо.
МИЛОВАНУ Ковачевићу
житељу овог села Ртара
који је часно и поштено домаћински
поживијо 49 г
а идући од своје куће у Пожегу
да купује стоку за своју кућу
између Просека и Пожеге
пресретну га зликовци
отеше паре и убишега ... (текст даље оштећен)
Споменик Милији Ковачевићу (†1912)
Овде лежи тело
МИЛИЈЕ Ковачевића из Ртара
који часно поживи 45 год.
А престави се у вечност 6. Јуна 1912 год.
Овај спомен подиже му супруга Криста
син Илија и снаха Миленка
Споменик Драгољубу Ковачевићу (†1913)
ДРАГОЉУБ
син Кристе и Милије Ковачевића
поживи 6 г
А умре 15 августа 1913 г
Спомену отац Милија и мајка Криста
Споменик Игњату Ковачевићу (†1913)
Српски роде сетитесе мога смртног дана 8 августа
и прочитајте где леже смртно остатци
доброг домаћина и незаборавнога оца
и поштеног грађанина
ИГЊАТА Ковачевића из овог села Ртара
који часно поживи 76. г.
А на тужну жалост своје породице
престави се у вечност 8 Августа 1913. г.
Бог да му душу прости
Овај вечни спомен
подигоше му његов поштовани син
Раденко Ковачевић и његова супруга Сава
Споменик Сави Ковачевић (†1922)
Овде почива
САВА
верна супруга Игњата Ковачевића из Ртара
Часно поживи 75 год.
А умре 22 Децембра 1922 год.
Бог да јој душу прости
Споменик Витомиру Ковачевићу (†1917)
Овде вене млад цвет
ВИТОМИР Ковачевић из Ртара
који погибе од Радисава Ковачевића из Ртара
у својој 18 години 1917 год.
Овај спомен подигоше му ожалошћени родитељи
Милунка и Милисав
и рођак Драгољуб са женом Грозданом
који и имовину наслеђује
Споменик Види Ковачевић (†1922)
Са источне стране овог споменика лежи тело пок.
ВИДЕ супруге пок. Икодина Ковачевића из Ртара
која часно поживи 65 г.
а престави се у вечност 18 Дец. 1922.Г.
Спомен подигоше својој доброј мајци
њени благодарни синови Драгојле и Љубо
и унуци Милош и Милан Ковачевић
Изради М. Ковачевић из ... (текст даље оштећен)
Споменик Радојки Ковачевић (†1922)
РАДОЈКА
кћи Љуба и Живке Ковачевић из Ртара
Поживи 2 г.
А умре 1 марта 1922. г.
Спомен подигоше јој ожалошћени родитељи
отац Љубо и мати Живка и стриц Драгојле
Споменик Боривоју Ковачевић (†1923)
БОРИВОЈЕ Ковачевић
пож. 15 год.
Као ђак III раз. гим.
погибе несрећним случајем
23. IV 1923 год.
Спомен подиже мајка Госпава
браћа Милан и Милош
Споменик Живки Ковачевић (†1926)
За успомену
ЖИВЦИ
верној супрузи
Љубомира Ковачевића
која часно поживи 29 г.
а умре 14.ХI.1926 год.
Споменик Станики Ковачевић (†1929)
Овде почивају земни остатци раб.Бо.
СТАНИКА
верна супруга Борисава Ковачевића: из Ртара
Која часно поживи 62 год.
А престави се у вечност 1929 г.
Бог да јој душу прости
Споменик Радиши Ковачевићу (†1932)
РАДИША Ковачевић из Ртара
војник брдске артиљерије Краљеве гарде
пож. 22 год.
Умро 1932 год.
Спомен подижу ожалошћени родитељи
Стојка и Раденко
Споменик Светозару Ковачевићу (†1933)
СВЕТОЗАР Ковачевић
поживи 65 г.
Умро 1.VII-1933. г.
Учестовао у ратовима од 1912-1918.
Спомен подижу супруга Миленија
синови Гојко, Богољуб и Војимир
Споменик Радисаву Ковачевићу (†19??)
Биографија РАДИСАВА Ковачевић,
који је рођен у Ртарима
од родитеља Стојке и Раденка
Игњата Ковачевића 1905. године.
Живео сам како волим
од рођења па до сада
па се сетих да се мора мрети
овде ће нас донети
Нисам волео слушати
коми паметно не заповеда
Савет сам и разговор волео са паметним
а будалама се нисам склањао са пута
давао сам им одмазду.
У свом руководђењу домаћинством
нисам задњи био.
Три сина сам одгајио и лепо их оженио,
међу прве другове ставио
и свему им се одужио као родитељ.
Снага ме издала, а памет није
- са чијом ћу тегобе да бијем.
Гробницу направих за живота
себи и жени Стојки 1976. године.
Писа Тихомир Драг. Петронијевић из Лисица
у 1970-ој год.